# Kineski riječni dupin
Kineski riječni dupin (kineski jezerski dupin,  Jangce dupin; lat. Lipotes vexillifer), vrsta riječnih dupina koji živio isključivo u velikoj kineskoj rijeci Jangce i njenim pritocima.
Smatralo ga se 2000-ih najrjeđim sisavcem na svijetu, a o njegovoj izumiranju se još onda govorilo. Iako je kineska vlada 2001. godine pokrenula „Akcijski plan za spas sisavaca rijeke Yangtze”, kasnija ekspedicija 2006. god. nije uspjela pronaći niti jednu jedinku u rijeci i organizatori ekspedicije su objavili kako je Baiji službeno izumrla vrsta.

## Osobine
Kineski riječni dupin narastao je do 2,5 metara i težak je bio do 160 kilograma. Pri tome, mužjaci su s oko 2,2 m nili nešto manji od ženki. Gornja strana tijela mu je bila blijedo siva do plavkasta, dok je donja strana bijela. Jednako tako su obojene bile i prednje i repna peraja, gornja strana sivkasta, a donja bijela. Leđna peraja je imala oblik trokuta zaobljenog vrha. 
Izraženo kljunasta njuška mu je prema vrhu bila blago svinuta prema gore. Vrlo je uska i u svakoj čeljusti je imala između 30 i 35 zubi čunjastog oblika. Oči su mu bile zakržljale, ali nije izgubio osjetilo vida.

## Rasprostranjenost
Ranije se mislilo, da živi samo u Dongtinškom jezeru (Što mu je, vjerojatno, i donijelo jedno od imena koja se za njega koriste, kineski jezerski dupin), dok nije tijekom 1970-tih otkriveno, da ga se može sresti u dužini od 1900 km uzvodno od ušća Jangcea. Živjeli su od prilike na svakih četiri kilometra po jedan cijelom dužinom rijeke. Kod visokih voda, dolazili su i u riječne rukave i jezera. Iz Dongtinškog jezera je nestao kad se u njemu skupila velika količina sedimenta kao posljedica intenzivirane poljoprivrede. Nakon toga, moglo ga se vidjeti još samo u srednjem, mirnijem dijelu Jangcea.

## Način života
O načinu života ove vrste je bilo vrlo malo poznato. Kako su im oči a s njima i vid zakržljali, u lovu na plijen su bili ovisni o svojoj sposobnosti eho lociranja. Hranili su se isključivo ribama koje su lovili za vrijeme svojih urona koji su trajali samo dvadesetak sekundi. Spektar lovine im je bio vrlo širok, a lovili su pretežno ribe koje se drže dna. 
Baiji su zadnja desetljeća svog postojanja živili samotnjački. Ranije ih se sretalo u parovima ili manjim grupama do šest jedinaka, a povremeno se viđalo grupe i do deset životinja.
Većinu vremena ovaj dupin je provodio tik ispod površine vode tako da mu je leđna peraja virila iz vode. Kod izranjanja prvo izlazila glava, a zatim se savije i ponovo glavom uranja. Repna peraja se pri tome ne vidi. Žijveli su u skupinama od po 10 životinja.
O razmnožavanju se nije znalo gotovo ništa. Mladunci su se rađali dugi manje od 95 cm i teški oko 10 kilograma. 

## Sistematika i etimologija
Prema fosilnim nalazima zaključuje se, da je baiji prije oko 20.000 godina ušao u Jangce iz Pacifika. On je istovremeno bio jedini predstavnik roda Lipotes i porodice Lipotidae. Do unatrag nekoliko godina svrstavalo ga se u istu porodicu s Boto, La Plata i Indijskim riječnim dupinom nazvanu riječni dupini. Sličnosti između ovih vrsta nisu proizašle iz njihove srodnosti, nego su posljedica konvergentnog prilagođavanja životu u velikim riječnim sistemima.
Ime Lipotes izvedeno je iz grčkog 'leipos' što se može prevesti kao 'preostali' ili 'onaj koji je ostao', a zasniva se na činjenici da živi na vrlo ograničenom području. Drugi dio imena, vexillifer, izvedeno je iz riječi 'vexillum' koja znači 'zastava' i 'fer' što znači 'nositi', dakle, 'nosač zastave'.

## Stanje i ugroženost
Prvi opis ove životinje potiče iz jedne enciklopedije o prirodi napisane u vrijeme dinastije Han, što znači iz razdoblja oko Kristovog rođenja. 1978. je kineska Akademija znanosti osnovala Centar za istraživanje slatkovodnog dupina.
Iako je dupin još 1979. prepoznat kao ugrožena vrsta a 1983. stavljen pod strogu zaštitu, uvjeti koji ga ugrožavaju se nisu promijenili. Jedno brojanje provedeno 1986. utvrdilo je broj od oko 300 jedinki, dok ih je brojanje 1998. utvrdilo još samo sedam. 
Smatralo ga se najrjeđim kitom i jednim od najrjeđih sisavaca uopće. Najveća ugroza im je bila industrijalizacija i kao njena posljedica veliko zagađivanje Jangcea, zatim masivan promet brodova rijekom kao i utapanje dupina kad se upletu u ribarske mreže. Sve to dovelo je vrstu na granicu istrjebljenja. Mnoga dokazana uginuća posljedica su raznih načina lova na kečige, a zatim sudara s motornim čamcima čiji broj se također jako povećao.
Postojeći broj jedinaka 2000-ih bilo je vrlo teško procijeniti. Pretpostavljalo se da gradnju poznate brane Tri sutjeske vrsta vjerojatno neće preživjeti, jer bi tom branom populacija bila zauvijek podijeljena. Može se pretpostaviti, da se baiji pod tim uvjetima više ne bi mogli razmnožavati, te da će zadnji preostali primjerci vrste uginuti bez potomaka. 

Posljednji poznati baiji bio je Qi Qi koji je uginuo 2002. godine.

## Izumiranje
U studenom 2006. bilo je u planu nekoliko preživjelih primjeraka pronaći, uloviti i ponovo pustiti u jedan oko 20 km dugačak rukavac Jangcea.
Prema pisanju NewScientist od 8. kolovoza 2007., rijetki dupin iz rijeke Jangce, službeno je izumro. Tijekom istraživanja koje je trajalo šest tjedana u rijeci nije primijećen ni jedan dupin. Uzroci izumiranja su teška industrijalizacija, zagađenje, ribolov s velikim mrežama i drugi.